# Халве Ман (корабль, 1608)
Халве Ман (нидерл. Halve Maen — полумесяц) — голландское трёхмачтовое судно типа «влибот» (аналог — каракка). Было построено по заказу Голландской Ост-Индской компании и спущено на воду в 1608 году. В 1909 году Нидерландами была построена реплика судна, которую в 1934 году уничтожил пожар. В 1989 году начались работы по постройке второй реплики «Халве Ман».

## История
Официальное место постройки трёхмачтового судна «Халве Ман» — неизвестно. Архивные документы упоминают о том, что владельцем судна «Халве Ман» был Ян Янсзон ван Хелмонт (нидерл. Jan Jansz van Helmont). Впоследствии он продал его Голландской Ост-Индской компании. Последним шкипером на «Халве Ман» был Мартен Питерсзон (нидерл. Maarten Pietersz), известный тем, что торговал со странами Балтийского моря различными товарами из Португалии и Испании.
Голландская Ост-Индская компания наняла на службу известного в те времена мореплавателя — Генри Гудзона. В Амстердаме ему был передан под командование «Халве Ман» и поставлена задача — найти северный путь в Азию. В июне 1609 года «Халве Ман» достиг Фарерских островов и оттуда взял курс на остров Ньюфаундленд с целью найти кратчайший путь в Тихий океан сквозь Северную Америку. Генри Гудзон опирался на английские источники, говорившие о большом количестве рек и озёр, которые могли иметь выход в Тихий океан. На протяжении нескольких месяцев «Халве Ман» следовал вдоль восточного побережья Северной Америки и в сентябре 1609 года вошёл в устье реки, впоследствии названной — Гудзон, а 11 сентября 1609 года Генри Гудзон открыл остров Манхэттен.
Пройдя около 200 км вверх по реке, «Халве Ман» так и не достиг поставленной цели, и в начале октября судно взяло курс на Амстердам. Получив по возвращении экспедиции сведения и карты, голландцы основали на острове Манхэттен город — Новый Амстердам, переименованный позднее в Нью-Йорк.
После экспедиции Гудзона Голландская Ост-Индская компания передала командование судном капитану Мелису Андресзону (нидерл. Melis Andriesz) и отправила «Халве Ман» в Батавию (ныне Джакарта).

## Кораблекрушение
В 1618 году, во время боя между голландскими и английскими судами около побережья Явы, «Халве Ман» получил неисправимые повреждения от чего потерпел кораблекрушение вследствие возгорания. По другой версии, судно «Халве Ман» было потеряно по неизвестным причинам около острова Суматра в 1616 году.

## Реплика

### Первый проект
В начале 1909 года на судоверфи в Амстердаме под руководством проектировщика К. Л. Лодера (нидерл. C.L. Loder) и инженера Е. Й. Бентема (нидерл. E.J. Benthem) было начато строительство реплики трёхмачтового влибота — «Халве Ман». Постройка задумывалась как подарок жителей Нидерландов городу Нью-Йорку по поводу празднования 300-летней годовщины путешествия Генри Гудзона и открытия острова Манхэттен. Летом 1909 года реплика была доставлена в США на транспортном корабле «SS Soestdijk» нидерл. SS Soestdijk для участия в праздновании. Реплика «Халве Ман» была безвозвратно потеряна вследствие пожара в 24 августа 1934 года.

### Второй проект
Вторая реплика влибота «Халве Ман» была построена и спущена на воду в 1989 году на судоверфи в Олбани (США). Инициатором проекта выступил доктор Эндрю Хендрикс (англ. Andrew Hendricks). В июне 1989 года судно было торжественно крещено. Первый выход в плавание был запланирован на весну 1990 года. «Халве Ман» следовал из порта в порт от Великих озёр до Новой Шотландии в Канаде. Реплика была построена в виде судна-музея, который знакомил с историей взаимоотношений между европейцами и коренными американцами. В сентябре 2009 года судно «Халве Ман» принимало участие в праздновании 400-летия с момента путешествия Генри Гудзона и открытия острова Манхэттен. Принц Виллем-Александр и принцесса Максима приняли участие в этих празднованиях и посетили судно. Последний раз судно находилось 23 апреля 2015 года в порту города Эймейден.